# آرتور پیت
آرتور پیت (انگلیسی: Arthur Peat؛ ۱ سپتامبر ۱۹۴۰ – ۱۶ ژوئیهٔ ۲۰۱۲) بازیکن فوتبال بود.
از باشگاه‌هایی که در آن بازی کرده‌است می‌توان به باشگاه فوتبال کرو آلکساندرا اشاره کرد.